# 1264 pr. n. št.

## Smrti
- Adadnirari I., asirski kralj (* 1295 pr. n. št.)